# Horní Brusnice

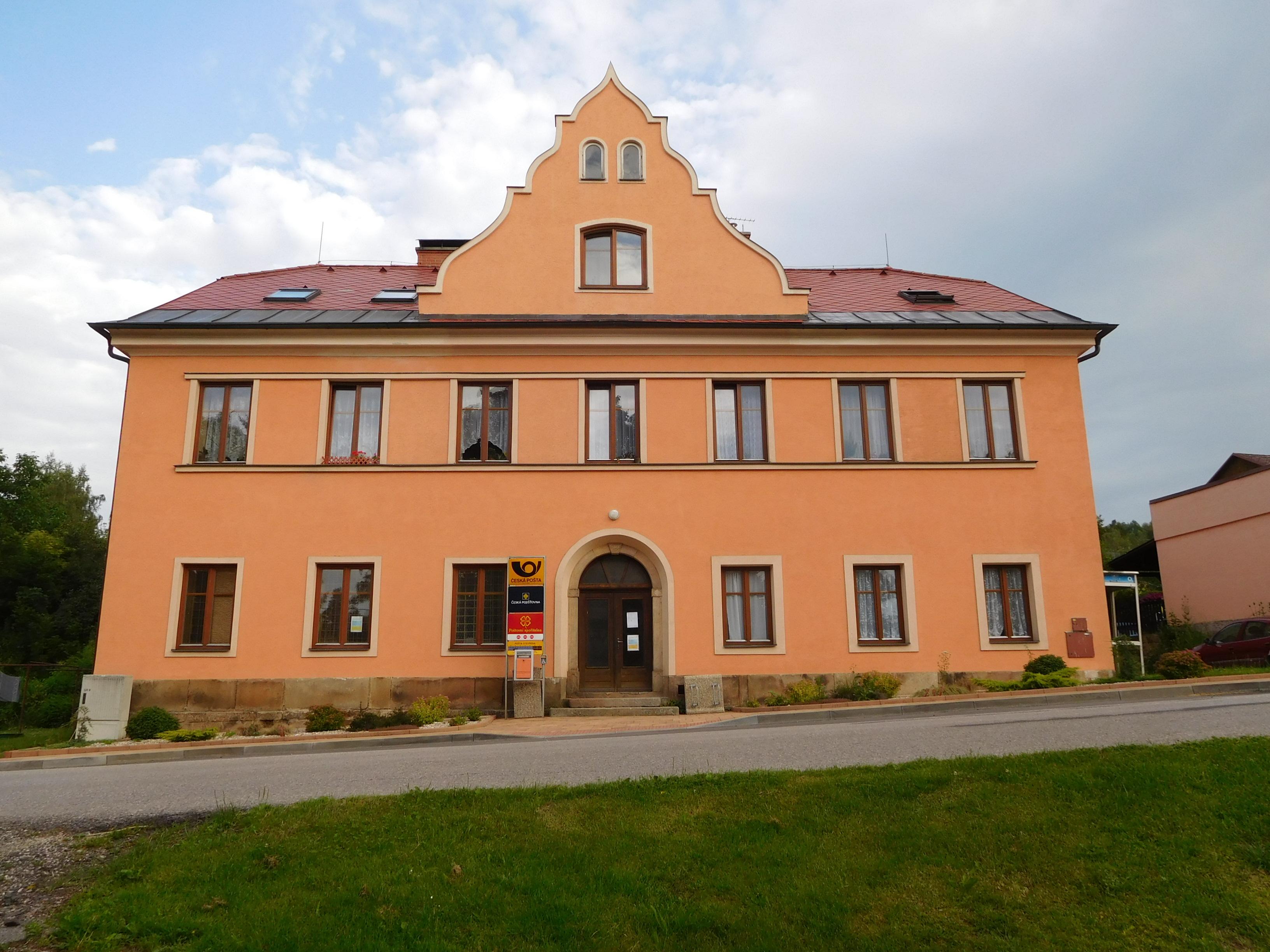
Postamt

Horní Brusnice (deutsch Ober Prausnitz) ist eine Gemeinde in Tschechien. Sie liegt elf Kilometer nordwestlich von Dvůr Králové nad Labem und gehört zum Okres Trutnov.

## Geographie
Horní Brusnice erstreckt sich westlich des Königreichwaldes im Riesengebirgsvorland entlang des Baches Brusnický potok. Zusammen mit Dolní Brusnice bildet der Ort ein sieben Kilometer langes Waldhufendorf. Nördlich erhebt sich der Holub (546 m), im Nordosten der Labský vrch (486 m), südlich die Zvičina (Switschin, 671 m) und der Vyšehrad (585 m) sowie im Nordwesten der Červený vrch (541 m). Östlich des Dorfes verläuft die Bahnstrecke Pardubice–Liberec, die nächste Bahnstation ist Mostek. Nördlich entspringt im Grund U Studny die Bystřice.
Nachbarorte sind Klebš, Borovnička und Mostecké Lázně im Norden, Mostek und Josefská Výšina im Nordosten, Souvrať und Dvoráčky im Osten, Dolní Brusnice und Březína im Südosten, Zvičina, Zvičinské Chalupy, Vyšehrad, Borek und Bezník im Süden, Kal im Südwesten, Vidonický Mlýn und Vidonice im Westen sowie Staňkov und Borovnice im Nordwesten.

## Geschichte
Die erste schriftliche Erwähnung des zur Deutschordenskommende Miletín gehörigen Dorfes Brussnicz erfolgte 1358. Die Pfarrkirche ist seit 1384 nachweisbar. Im Jahre 1396 wurde das Dorf als Brusnycz bezeichnet. Zu den weiteren Besitzern gehörte ab 1522 Jan Trčka von Lípa, der die Herrschaft 1540 an Sigmund Smiřický von Smiřice verkaufte. Im Jahre 1560 erwarb Georg von Waldstein die Herrschaft Miletín. Unter den Herren von Waldstein wurde Brusnycz von Miletín abgetrennt und der Herrschaft Hostinné zugeschlagen. Im Jahre 1582 wurde eine neue Kirche geweiht. 1594 wurde der Ort Brusniczy Czieskau genannt. Zu dieser Zeit war die Bevölkerung noch überwiegend tschechischsprachig. Nach dem Dreißigjährigen Krieg wurde die Pfarre aufgehoben und die Kirche der Dechantei Arnau angeschlossen. Weitere Namensformen waren Brausnice (1654) und Böhmisch Prausnicz (1790). Der Zusatz „Böhmisch“ diente dabei vor allem zur Unterscheidung von dem im Königreichwald gelegenen Dorf Deutsch Prausnitz (Brusnice). Im Jahre 1752 wurde in Böhmisch Prausnitz wieder eine Pfarre eingerichtet. In dieser Zeit bildeten sich auch zwei Dorfgemeinden heraus, Ober- und Nieder Prausnitz, welche aus topographischer Sicht auch weiterhin als ein Dorf Böhmisch Prausnitz / Česka Pruznice betrachtet wurden. Zu Beginn des 19. Jahrhunderts wurde fast überall im Dorf Heimweberei betrieben. Im Jahre 1834 bestand Ober-Prausnitz / Pruznice hořenj aus 236 Häusern- darunter eine Schule und eine Windmühle – und hatte 1500 Einwohner. Das Dorf war Pfarrort für Mastig, Mastiger Bad (Mostecké Lázně), Anseith (Souvrať), Burghöfel (Dvoráčky), Klein Borowitz und die Kaiserlichen Waldhäuser. Bis zur Mitte des 19. Jahrhunderts blieb Ober-Prausnitz immer der Herrschaft Arnau untertänig.
Nach der Aufhebung der Patrimonialherrschaften bildete Ober Prausnitz / Horní Brusnice ab 1850 eine Gemeinde im Gerichtsbezirk Arnau bzw. im Bezirk Hohenelbe. 1858 erfolgte der Bau der Eisenbahn zwischen Pardubitz und Reichenberg, die das Dorf zwischen Ober und Nieder Prausnitz querte, ohne dass eine Bahnstation entstand. 1920 hatte das an der Sprachgrenze gelegene deutschsprachige Dorf 1310 Einwohner, darunter waren 117 Tschechen. Im Jahre 1930 lebten in der Gemeinde 1225 Menschen, 1939 waren es 1146 Infolge des Münchner Abkommens wurde Ober Prausnitz 1938 dem Deutschen Reich angeschlossen und gehörte bis 1945 zum Landkreis Hohenelbe. Nach dem Zweiten Weltkrieg kam der Ort, dessen Einwohnerschaft überwiegend aus Deutschen bestand, zur Tschechoslowakei zurück. Infolge der Vertreibung deutscher Bewohner ging die Einwohnerzahl ab 1946 stark zurück. Ab dem 1. Januar 1949 gehörte Horní Brusnice zum Okres Dvůr Králové nad Labem. Nach dessen Aufhebung wurde die Gemeinde mit Beginn des Jahres 1961 dem Okres Trutnov zugeordnet. 1979 erfolgte die Eingemeindung nach Mostek. 1990 löste sich Horní Brusnice wieder von Mostek los und bildete eine eigene Gemeinde.

## Gemeindegliederung
Für die Gemeinde Horní Brusnice sind keine Ortsteile ausgewiesen. Zu Horní Brusnice gehört die Ansiedlung Zvičinské Chalupy.

## Sehenswürdigkeiten
- zahlreiche gezimmerte Riesengebirgs-Chaluppen mit geschnitzten Giebeln
- Denkmalgeschützte Siedlung Zvičinské Chalupy
- Kirche St. Nikolaus, erbaut 1842–1846 im Empirestil anstelle eines hölzernen Vorgängerbaus
- Statue des hl. Josef, geschaffen in der 1. Hälfte des 18. Jahrhunderts
- Wegekreuz aus dem Jahre 1793
- Naturdenkmal Kalské údolí der Bystřice, südwestlich des Dorfes